# Flac de Soire
Flat és un municipi francès situat al departament del Puèi Domat i a la regió d'Alvèrnia-Roine-Alps. L'any 2007 tenia 470 habitants.

## Demografia

### Població
El 2007 la població de fet de Flat era de 470 persones. Hi havia 172 famílies de les quals 24 eren unipersonals (12 homes vivint sols i 12 dones vivint soles), 60 parelles sense fills, 80 parelles amb fills i 8 famílies monoparentals amb fills.
La població d'habitants censats ha evolucionat segons el següent gràfic:

### Habitatges
El 2007 hi havia 202 habitatges, 172 eren l'habitatge principal de la família, 16 eren segones residències i 14 estaven desocupats. 200 eren cases i 1 era un apartament. Dels 172 habitatges principals, 160 estaven ocupats pels seus propietaris, 9 estaven llogats i ocupats pels llogaters i 3 estaven cedits a títol gratuït; 1 tenia una cambra, 5 en tenien dues, 14 en tenien tres, 36 en tenien quatre i 116 en tenien cinc o més. 162 habitatges disposaven pel capbaix d'una plaça de pàrquing. A 35 habitatges hi havia un automòbil i a 128 n'hi havia dos o més.

### Piràmide de població
La piràmide de població per edats i sexe el 2009 era:
| Homes | Edats   | Dones |
| ----- | ------- | ----- |
| 0     | 95 o +  | 0     |
| 0     | 90 a 94 | 0     |
| 0     | 85 a 89 | 4     |
| 8     | 80 a 84 | 0     |
| 4     | 75 a 79 | 8     |
| 12    | 70 a 74 | 4     |
| 8     | 65 a 69 | 16    |
| 12    | 60 a 64 | 8     |
| 8     | 55 a 59 | 12    |
| 28    | 50 a 54 | 20    |
| 16    | 45 a 49 | 12    |
| 12    | 40 a 44 | 20    |
| 8     | 35 a 39 | 4     |
| 12    | 30 a 34 | 8     |
| 4     | 25 a 29 | 8     |
| 8     | 20 a 24 | 0     |
| 40    | 15 a 19 | 12    |
| 8     | 10 a 14 | 4     |
| 4     | 5 a 9   | 0     |
| 12    | 0 a 4   | 4     |

## Economia
El 2007 la població en edat de treballar era de 330 persones, 237 eren actives i 93 eren inactives. De les 237 persones actives 218 estaven ocupades (118 homes i 100 dones) i 19 estaven aturades (9 homes i 10 dones). De les 93 persones inactives 37 estaven jubilades, 32 estaven estudiant i 24 estaven classificades com a «altres inactius».

### Ingressos
El 2009 a Flat hi havia 185 unitats fiscals que integraven 489 persones, la mediana anual d'ingressos fiscals per persona era de 21.693 €.

### Activitats econòmiques
Dels 9 establiments que hi havia el 2007, 1 era d'una empresa extractiva, 1 d'una empresa alimentària, 3 d'empreses de construcció, 1 d'una empresa d'hostatgeria i restauració, 2 d'empreses de serveis i 1 d'una empresa classificada com a «altres activitats de serveis».
Dels 3 establiments de servei als particulars que hi havia el 2009, 1 era un paleta, 1 fusteria i 1 electricista.
L'únic establiment comercial que hi havia el 2009 era una fleca.
L'any 2000 a Flat hi havia 12 explotacions agrícoles que ocupaven un total de 315 hectàrees.

## Equipaments sanitaris i escolars
El 2009 hi havia una escola elemental integrada dins d'un grup escolar amb les comunes properes formant una escola dispersa.

## Poblacions properes
El següent diagrama mostra les poblacions més properes.